# Дюк, Джефф
Джеффри Эрнест (Джефф) Дюк (англ. Geoffrey Ernest Duke; 29 марта 1923, Сент Хеленс, Ланкашир, Великобритания — 1 мая 2015, остров Мэн) — британский мотогонщик, шестикратный чемпион мира по шоссейно-кольцевым мотогонкам серии MotoGP: двукратный в классе 350cc (1951—1952) и четырехкратный в классе 500cc (1951, 1953—1955).

## Биография
Когда Джеффу было 13, он совместно с другом купил первый в своей жизни мотоцикл. В 15-летнем возрасте он приобрел собственный байк — 175-кубовый Dot.
Через 3 года, с началом Второй мировой войны, Дюк вступил в британскую армию. После демобилизации в 1947-м году, Дюк приобрел 350-кубовый BSA и устроился на фабрику, где производились эти мотоциклы, механиком в экспериментальный отдел. Гоночную карьеру британец начал как тестер команды BSA. После того, как его способности заметил ирландский гонщик Арти Беллом, Дюка пригласили в заводскую команду Norton.
Его дебют в гонках Гран-При состоялся весной 1948 года. 26-летний Джефф принял участие в Manx Grand Prix в классе 350cc. Его Norton почти сразу вышел в лидеры, и дебютант получил реальный шанс одержать свою первую победу. Однако недостаток опыта и езда на грани возможностей привели к тому, что Дюк не рассчитал расход топлива и не доехал до финиша.
Когда Norton предложил уроженцу Ланкастера присоединиться в команду для выступлений в чемпионате мира по шоссейно-кольцевым мотогонкам серии Гран-При на сезон 1950, Дюк сразу согласился. В те годы на старт выходили мотоциклы, разработанные еще в 1930-е. Но вскоре страны, мотоциклетная промышленность которых не сильно пострадала во время Второй мировой войны, занялись разработкой и внедрением ноу-хау на гоночных трассах. Новая разработка Norton — цельносварная рама с двойным поворотным рычагом сделала революцию в шоссейно-кольцевых мотогонках. Несмотря на старый, разработанный еще до войны одноцилиндровый 500-кубовый двигатель, Norton выигрывал гонки у более мощных итальянских V4: единственный цилиндр обеспечивал меньшую массу и более низкий центр тяжести, а шасси позволяло проходить повороты по идеальной траектории. На первом же этапе сезона Isle of Man TT в классе 500cc он одержал победу, а в 350cc финишировал вторым. Однако колесо фортуны вращалось и против Дюка. В Бельгии Джефф пострадал в стартовом завале, а на голландском этапе чудом избежал гибели, вылетев в кювет. Переход Norton из покрышек Dunlop на Avon способствовали серии из двух побед (в Ольстере и Италии), которыми Джефф и завершил сезон. Но система начисления очков вывела в лидеры более стабильного Умберто Мазетти, что опередил Дюка всего на 1 очко. В классе 350cc британец, хотя и финишировал во всех гонках на подиуме, в итоге тоже удовлетворился вторым местом.
Следующий сезон стал годом триумфа Джеффа — в обоих «больших классах» он был самым сильным: в 350cc он выиграл все гонки, а в 500cc одержал 4 победы из 5. Он стал первым гонщиком, который завоевал оба титула в одном году. Это и послужило причиной вручения ему такой высокой награды, как Орден Британской Империи за вклад в развитие мотоспорта.
В следующем сезоне он снова был непобедимым в категории 350-кубовых мотоциклов, но в 500cc защитить титул ему не удалось — конкурировать с более мощными Gilera V4 становилось все сложнее. Пока вся фабрика Norton была занята совершенствованием шасси, итальянцы научились контролировать мощь своих многоцилиндровых двигателей.
В конце 1952 года Дюк поссорился с руководством своей команды, поскольку те откладывали разработку собственного V4, и перешел на сезон 1953 под знамёна Gilera. Этот переход вызвал настоящую бурю негативных высказываний со стороны британских фанатов, тем не менее, Дюк хотел побеждать и трезво смотрел на вещи: двигатель Gilera выдавал 68 к.сек. против 54 к.сек. в Norton. Это принесло ему плоды — в течение трех сезонов подряд, до 1955 года включительно, он был непобедимым в «королевском классе». В апреле 1956 года Джефф вместе с 13 другими спортсменами был дисквалифицирован Международной мотоциклетной федерацией на 6 месяцев за поддержку забастовки гонщиков, которые требовали уменьшения вступительных взносов за право участия на Голландском Гран-При. Из-за этого он вынужден был пропустить две первых гонки сезона.
Конец монополии Gilera и Джеффа Дьюка в сезоне 1956 положили две новые легенды мотоспорта: MV Agusta и Джон Сертис. Битва двух выдающихся гонщиков представляло собой захватывающее зрелище: Дюк и Сертис постоянно менялись местами в борьбе за лидерство. В Бельгии Дюк побеждал Сертиса, пока не вышел из строя поршень двигателя его мотоцикла. В Германии техника опять подвела Дюка. Авария на мокрой трассе в Ольстере окончательно вывела в лидеры Сертиса. Тем не менее, финальную гонку чемпионата в Италии выиграл Дюк.
Удача отвернулась от Дюка и весной 1957 года. В итальянской Имоле на одной из самых сложных трасс чемпионата британец задел подножкой покрытия и на большой скорости вылетел с трассы. Медики, прибывшие констатировать смерть гонщика, были потрясены живучестью Дюка. С множественными переломами Джефф был доставлен в госпиталь, где после нескольких операций быстро пошел на поправку. Везучий англичанин не стал ждать нового сезона, и вернулся в седло Gilera в конце лета, несмотря на то, что 4 из 6 зачетных гонок были пропущены, и о титуле не могло быть и речи.
В 1958 году мир мотоспорта потрясла весть о том, что три итальянские команды — Gilera, Moto Guzzi и Mondial — покидают серию Гран-При. Заводы, команды которых побеждали в прошлом сезоне в классах 500, 350 и 250cc, не сумели использовать успех в гонках для увеличения продаж. Серьезные финансовые проблемы заставили их уйти из спорта. С уходом итальянских команд много гонщиков остались без работы, но опыт и талант Джефри Дюка были востребованными.
Джефф начал сезон 1958 на BMW, но тяжелый в управлении мотоцикл совсем не соответствовал его стилю, и в середине сезона Дюк покинул команду. Его лучшие годы остались позади, и англичанин решил завершить карьеру там, где 10 лет назад так успешно ее начинал. В 1959 году он вернулся в Norton, но, лишенный конкурентоспособной техники, быстро потерял мотивацию и покинул гонки.
В начале 60-х много бывших и действующих гонщиков стали создавать свои собственные команды. Не удержался от такого соблазна и неугомонный Дюк. В 1963 году список заявленных на участие в чемпионате команд пополнила «Scuderia Duke». Джефф убедил Gilera продать ему чемпионские мотоциклы 1957 года, однако технический прогресс за эти годы сделал огромный шаг вперед, и усовершенствованные Дюком машины под управлением Дерека Минтера и Джона Хатрли не смогли составить конкуренцию MV Agusta. Потерпев неудачу, Дюк решил окончательно завязать с мотогонками.
В 1951 году Дюк был назван спортсменом года, а также награжден премией Segrave Trophy Королевского автомобильного клуба. В 1953 году (по другим данным — в 1952) Джеффри был награжден орденом Британской империи.
После завершения выступлений в мотогонках, Дюк основал собственный бизнес. Сначала он занимался торговлей, а затем переключился на оказание транспортных услуг по доставке товаров на остров Мэн.
В 2002 году Международная мотоциклетная федерация назвала Джеффа Дюка «Легендой MotoGP».